# Ausztria a 2008. évi nyári olimpiai játékokon
Ausztria a kínai Pekingben megrendezett 2008. évi nyári olimpiai játékok egyik részt vevő nemzete volt. Az országot az olimpián 16 sportágban 70 sportoló képviselte, akik összesen 3 érmet szereztek.

## Érmesek
| Érem  | Versenyző                | Sportág    | Versenyszám             |
| ----- | ------------------------ | ---------- | ----------------------- |
| Ezüst | Ludwig Paischer          | Cselgáncs  | Férfi légsúly           |
| Bronz | Violetta Oblinger-Peters | Kajak-kenu | Női szlalom kajak egyes |
| Bronz | Mirna Jukić              | Úszás      | Női 100 m mell          |

## Asztalitenisz

### Férfi
| Versenyző       | Versenyszám | Selejtező         | 64-es főtábla                                               | 48-as főtábla                                              | 32-es főtábla                                                  | Nyolcaddöntő                                | Negyeddöntő       | Elődöntő          | Döntő             | Helyezés |
| Versenyző       | Versenyszám | Ellenfél Eredmény | Ellenfél Eredmény                                           | Ellenfél Eredmény                                          | Ellenfél Eredmény                                              | Ellenfél Eredmény                           | Ellenfél Eredmény | Ellenfél Eredmény | Ellenfél Eredmény | Helyezés |
| --------------- | ----------- | ----------------- | ----------------------------------------------------------- | ---------------------------------------------------------- | -------------------------------------------------------------- | ------------------------------------------- | ----------------- | ----------------- | ----------------- | -------- |
| Weixing Chen    | Egyes       |                   |                                                             | Csarat Kamal Asanta (IND) · 11-5, 14-12, 11-2, 8-11, 12-10 | Vang Hao (CHN) · 7-11, 7-11, 5-11, 5-11                        | kiesett                                     | kiesett           | kiesett           | kiesett           | 17.      |
| Gárdos Róbert   | Egyes       |                   | I Csholguk (PRK) · 6-11, 8-11, 9-11, 11-9, 11-1, 11-5, 11-9 | Zoran Primorac (CRO) · 10-12, 8-11, 11-6, 5-11, 11-5, 9-11 | kiesett                                                        | kiesett                                     | kiesett           | kiesett           | kiesett           | 33.      |
| Werner Schlager | Egyes       |                   |                                                             |                                                            | Jun Dzsejong (KOR) · 10-12, 11-8, 6-11, 11-4, 9-11, 11-6, 11-8 | Vang Li-csin (CHN) · 6-11, 4-11, 8-11, 2-11 | kiesett           | kiesett           | kiesett           | 9.       |

#### Csapat
- Weixing Chen
- Gárdos Róbert
- Werner Schlager

A csoport
| Csapat      | JM | GY | V | GyJ | VJ | PT |
| ----------- | -- | -- | - | --- | -- | -- |
| Kína        | 3  | 3  | 0 | 27  | 5  | 6  |
| Ausztria    | 3  | 2  | 1 | 20  | 11 | 4  |
| Görögország | 3  | 1  | 2 | 12  | 18 | 2  |
| Ausztrália  | 3  | 0  | 3 | 2   | 27 | 0  |

| Ausztrália (AUS) | 0 – 3 | Ausztria |

| Ausztria (AUT) | 3 – 0 | Görögország |

| Kína (CHN) | 3 – 0 | Ausztria |

Vigaszág első kör
| Ausztria (AUT) | 3 – 1 | Horvátország |

Vigaszág második kör
| Japán (JPN) | 1 – 3 | Ausztria |

Bronzmérkőzés
| Dél-Korea (KOR) | 3 – 1 | Ausztria |

| Csapat   | Helyezés |
| -------- | -------- |
| Ausztria | 4.       |

### Női
| Versenyző    | Versenyszám | Selejtező         | 64-es főtábla     | 48-as főtábla                                                     | 32-es főtábla                                               | Nyolcaddöntő                                               | Negyeddöntő       | Elődöntő          | Döntő             | Helyezés |
| Versenyző    | Versenyszám | Ellenfél Eredmény | Ellenfél Eredmény | Ellenfél Eredmény                                                 | Ellenfél Eredmény                                           | Ellenfél Eredmény                                          | Ellenfél Eredmény | Ellenfél Eredmény | Ellenfél Eredmény | Helyezés |
| ------------ | ----------- | ----------------- | ----------------- | ----------------------------------------------------------------- | ----------------------------------------------------------- | ---------------------------------------------------------- | ----------------- | ----------------- | ----------------- | -------- |
| Qiangbing Li | Egyes       |                   |                   | Wenling Tan Monfardini (ITA) · 8-11, 11-7, 11-8, 8-11, 11-5, 11-4 | Wu Jiaduo (GER) · 11-9, 10-12, 6-11, 11-8, 3-11, 11-9, 11-9 | Tie Ya Na (HKG) · 9-11, 11-9, 11-2, 2-11, 9-11, 11-8, 3-11 | kiesett           | kiesett           | kiesett           | 9.       |
| Jia Liu      | Egyes       |                   |                   |                                                                   | Jie Li (NED) · 5-11, 8-11, 11-9, 10-12, 3-11                | kiesett                                                    | kiesett           | kiesett           | kiesett           | 17.      |

#### Csapat
- Veronika Heine
- Qiangbing Li
- Jia Liu

A csoport
| Csapat                | JM | GY | V | GyJ | VJ | PT |
| --------------------- | -- | -- | - | --- | -- | -- |
| Kína                  | 3  | 3  | 0 | 27  | 1  | 6  |
| Ausztria              | 3  | 2  | 1 | 18  | 15 | 4  |
| Horvátország          | 3  | 1  | 2 | 15  | 21 | 2  |
| Dominikai Köztársaság | 3  | 0  | 3 | 4   | 27 | 0  |

| Ausztria (AUT) | 3 – 0 | Dominikai Köztársaság |

| Ausztria (AUT) | 3 – 0 | Horvátország |

| Kína (CHN) | 3 – 0 | Ausztria |

Vigaszág első kör
| Ausztria (AUT) | 0 – 3 | Japán |

| Csapat   | Helyezés |
| -------- | -------- |
| Ausztria | 7.       |

## Atlétika
Férfi
| Versenyző          | Versenyszám | Eredmény | Helyezés |
| ------------------ | ----------- | -------- | -------- |
| Günther Weidlinger | 10 000 m    | 28:14,38 | 27.      |

| Versenyző     | Versenyszám   | Selejtező | Selejtező | Döntő    | Döntő    |
| Versenyző     | Versenyszám   | Eredmény  | Helyezés  | Eredmény | Helyezés |
| ------------- | ------------- | --------- | --------- | -------- | -------- |
| Gerhard Mayer | Diszkoszvetés | 61,32 m   | 18.       | kiesett  | kiesett  |

Női
| Versenyző          | Versenyszám | Eredmény | Helyezés |
| ------------------ | ----------- | -------- | -------- |
| Eva-Maria Gradwohl | Maraton     | 2:44:24  | 57.      |

## Cselgáncs
Férfi
| Versenyző       | Versenyszám | Selejtező         | 32-es főtábla                      | Nyolcaddöntő                   | Negyeddöntő                      | Elődöntő                         | Vigaszág első kör | Vigaszág negyeddöntő | Vigaszág elődöntő | Bronz- mérkőzés   | Döntő                        | Helyezés |
| Versenyző       | Versenyszám | Ellenfél Eredmény | Ellenfél Eredmény                  | Ellenfél Eredmény              | Ellenfél Eredmény                | Ellenfél Eredmény                | Ellenfél Eredmény | Ellenfél Eredmény    | Ellenfél Eredmény | Ellenfél Eredmény | Ellenfél Eredmény            | Helyezés |
| --------------- | ----------- | ----------------- | ---------------------------------- | ------------------------------ | -------------------------------- | -------------------------------- | ----------------- | -------------------- | ----------------- | ----------------- | ---------------------------- | -------- |
| Ludwig Paischer | Légsúly     |                   | Júnesz el-Ahamdi (MAR) · 1010-0000 | Craig Fallon (GBR) · 0002-0001 | Kim Gjongdzsin (PRK) · 0020-0000 | Dimitri Dragin (FRA) · 1001-0000 |                   |                      |                   |                   | Cshö Minho (KOR) · 0000-1000 |          |

Női
| Versenyző         | Versenyszám | Selejtező                     | Nyolcaddöntő                       | Negyeddöntő       | Elődöntő          | Vigaszág első kör | Vigaszág negyeddöntő             | Vigaszág elődöntő              | Bronz- mérkőzés            | Döntő             | Helyezés |
| Versenyző         | Versenyszám | Ellenfél Eredmény             | Ellenfél Eredmény                  | Ellenfél Eredmény | Ellenfél Eredmény | Ellenfél Eredmény | Ellenfél Eredmény                | Ellenfél Eredmény              | Ellenfél Eredmény          | Ellenfél Eredmény | Helyezés |
| ----------------- | ----------- | ----------------------------- | ---------------------------------- | ----------------- | ----------------- | ----------------- | -------------------------------- | ------------------------------ | -------------------------- | ----------------- | -------- |
| Sabrina Filzmoser | Könnyűsúly  | Kje Szunhi (PRK) · 0001-1001  | kiesett                            | kiesett           | kiesett           |                   |                                  |                                |                            |                   | 19.      |
| Claudia Heill     | Váltósúly   | Sarah Clark (GBR) · 1011-0100 | Driulis González (CUB) · 0001-0010 |                   |                   |                   | Wang Chin-Fang (TPE) · 1010-0010 | Isis Barreto (VEN) · 0030-0001 | Von Ogim (PRK) · 0001-0110 |                   | 5.       |

## Kajak-kenu

### Síkvízi
Női
| Versenyző                     | Versenyszám        | Előfutam | Előfutam | Előfutam | Elődöntő | Elődöntő | Elődöntő | Döntő    | Döntő    |
| Versenyző                     | Versenyszám        | Idő      | Hely.    | Össz.    | Idő      | Hely.    | Össz.    | Idő      | Helyezés |
| ----------------------------- | ------------------ | -------- | -------- | -------- | -------- | -------- | -------- | -------- | -------- |
| Yvonne Schuring Vicki Schwarz | Kajak kettes 500 m | 1:46,980 | 5.       | 10.*     | 1:44,834 | 3.       | 3.       | 1:44,965 | 9.       |

* - egy másik párossal azonos eredményt értek el

### Szlalom
Férfi
| Versenyző       | Versenyszám | Selejtező | Selejtező | Selejtező | Selejtező | Selejtező  | Selejtező  | Elődöntő | Elődöntő | Döntő | Döntő | Összesítés | Összesítés |
| Versenyző       | Versenyszám | 1. futam  | 1. futam  | 2. futam  | 2. futam  | Összesítés | Összesítés | Elődöntő | Elődöntő | Döntő | Döntő | Összesítés | Összesítés |
| Versenyző       | Versenyszám | Pont      | Hely.     | Pont      | Hely.     | Pont       | Hely.      | Pont     | Hely.    | Pont  | Hely. | Pont       | Helyezés   |
| --------------- | ----------- | --------- | --------- | --------- | --------- | ---------- | ---------- | -------- | -------- | ----- | ----- | ---------- | ---------- |
| Helmut Oblinger | Kajak egyes | 86,21     | 10.       | 85,54     | 7.        | 171,75     | 6.         | 88,69    | 9.       | 90,14 | 6.    | 178,83     | 7.         |

Női
| Versenyző                | Versenyszám | Selejtező | Selejtező | Selejtező | Selejtező | Selejtező  | Selejtező  | Elődöntő | Elődöntő | Döntő  | Döntő | Összesítés | Összesítés |
| Versenyző                | Versenyszám | 1. futam  | 1. futam  | 2. futam  | 2. futam  | Összesítés | Összesítés | Elődöntő | Elődöntő | Döntő  | Döntő | Összesítés | Összesítés |
| Versenyző                | Versenyszám | Pont      | Hely.     | Pont      | Hely.     | Pont       | Hely.      | Pont     | Hely.    | Pont   | Hely. | Pont       | Helyezés   |
| ------------------------ | ----------- | --------- | --------- | --------- | --------- | ---------- | ---------- | -------- | -------- | ------ | ----- | ---------- | ---------- |
| Violetta Oblinger-Peters | Kajak egyes | 97,27     | 7.        | 99,44     | 8.        | 196,71     | 6.         | 110,65   | 7.       | 104,12 | 3.    | 214,77     |            |

## Kerékpározás

### Hegyi-kerékpározás
| Versenyző        | Versenyszám        | Idő             | Helyezés |
| ---------------- | ------------------ | --------------- | -------- |
| Christoph Soukup | Férfi terepverseny | 2:00:11 (+4:12) | 6.       |
| Elisabeth Osl    | Női terepverseny   | 1:51:39 (+6:28) | 11.      |

### Országúti kerékpározás
Férfi
| Versenyző             | Versenyszám   | Idő             | Helyezés |
| --------------------- | ------------- | --------------- | -------- |
| Christian Pfannberger | Mezőnyverseny | 6:26:17 (+2:28) | 22.      |
| Thomas Rohregger      | Mezőnyverseny | 6:26:25 (+2:36) | 38.      |

Női
| Versenyző         | Versenyszám   | Idő                 | Helyezés |
| ----------------- | ------------- | ------------------- | -------- |
| Monika Schachl    | Mezőnyverseny | 3:36:37 (+4:13)     | 46.      |
| Christiane Soeder | Mezőnyverseny | 3:32:28 (+0:04)     | 4.       |
| Christiane Soeder | Időfutam      | 36:20,75 (+1:29,03) | 7.       |

## Lovaglás
Díjlovaglás
| Versenyző            | Ló         | Versenyszám | 1. kör | 1. kör | 2. kör  | 2. kör  | 3. kör  | 3. kör  | Végeredmény | Végeredmény |
| Versenyző            | Ló         | Versenyszám | Pont   | Hely.  | Pont    | Hely.   | Pont    | Hely.   | Pont        | Helyezés    |
| -------------------- | ---------- | ----------- | ------ | ------ | ------- | ------- | ------- | ------- | ----------- | ----------- |
| Victoria Max-Theurer | Falcao Old | Egyéni      | 65,333 | 26.    | kiesett | kiesett | kiesett | kiesett | kiesett     | kiesett     |

Lovastusa
| Versenyző     | Ló      | Versenyszám | Díjlovaglás | Díjlovaglás | Tereplovaglás | Tereplovaglás | Tereplovaglás | Díjugratás | Díjugratás | Díjugratás | Díjugratás | Végeredmény | Végeredmény |
| Versenyző     | Ló      | Versenyszám | Díjlovaglás | Díjlovaglás | Tereplovaglás | Tereplovaglás | Tereplovaglás | 1. kör     | 1. kör     | 2. kör     | 2. kör     | Végeredmény | Végeredmény |
| Versenyző     | Ló      | Versenyszám | Bünt.       | Hely.       | Bünt.         | Hely.         | Össz.         | Bünt.      | Hely.      | Bünt.      | Hely.      | Bünt.       | Helyezés    |
| ------------- | ------- | ----------- | ----------- | ----------- | ------------- | ------------- | ------------- | ---------- | ---------- | ---------- | ---------- | ----------- | ----------- |
| Harald Ambros | Quick 2 | Egyéni      | 55,7        | 50.         | nem indult    | nem indult    | nem indult    | kiesett    | kiesett    | kiesett    | kiesett    | kiesett     | kiesett     |

## Műugrás
Férfi
| Versenyző        | Versenyszám    | Selejtező | Selejtező | Elődöntő | Elődöntő | Döntő   | Döntő    |         |
| Versenyző        | Versenyszám    | Pont      | Helyezés  | Pont     | Helyezés | Pont    | Helyezés |         |
| ---------------- | -------------- | --------- | --------- | -------- | -------- | ------- | -------- | ------- |
| Constantin Blaha | Egyéni műugrás | 407,55    | 22.       | kiesett  | kiesett  | kiesett | kiesett  | kiesett |

Női
| Versenyző               | Versenyszám        | Selejtező | Selejtező | Elődöntő | Elődöntő | Döntő   | Döntő    |         |
| Versenyző               | Versenyszám        | Pont      | Helyezés  | Pont     | Helyezés | Pont    | Helyezés |         |
| ----------------------- | ------------------ | --------- | --------- | -------- | -------- | ------- | -------- | ------- |
| Veronika Kratochwil     | Egyéni műugrás     | 218,75    | 27.       | kiesett  | kiesett  | kiesett | kiesett  | kiesett |
| Anja Richter-Libiseller | Egyéni toronyugrás | 287,70    | 22.       | kiesett  | kiesett  | kiesett | kiesett  | kiesett |

## Röplabda

### Strandröplabda

#### Férfi
| Versenyző                       | Csoportkör | Csoportkör | 16 közé jutásért                                             | Nyolcaddöntő                                                             | Negyeddöntő                                                          | Elődöntő          | Döntő             | Helyezés |
| Versenyző                       | Ellenfél Eredmény | Hely.      | Ellenfél Eredmény                                            | Ellenfél Eredmény                                                        | Ellenfél Eredmény                                                    | Ellenfél Eredmény | Ellenfél Eredmény | Helyezés |
| ------------------------------- | --- | ---------- | ------------------------------------------------------------ | ------------------------------------------------------------------------ | -------------------------------------------------------------------- | ----------------- | ----------------- | -------- |
| Alexander Horst Florian Gosch   | A csoport · Kína (CHN) · Hszü Lin-jin · Vu Peng-ken · 16-21, 15-21 · Spanyolország (ESP) · Pablo Herrera · Raúl Mesa · 14-21, 12-21 · Észtország (EST) · Kristjan Kais · Rivo Vesik · 21-16, 18-21, 15-12                                    | 3.         | Svájc (SUI) · Sascha Heyer · Patrick Heuscher · 21-11, 21-19 | Lettország (LAT) · Mārtiņš Pļaviņš · Aleksandrs Samoilovs · 21-17, 21-18 | Brazília (BRA) · Márcio Araújo · Fabio Luiz Magalhães · 20-22, 17-21 | kiesett           | kiesett           | 5.       |
| Clemens Doppler Peter Gartmayer | D csoport · Oroszország (RUS) · Dmitrij Barszuk · Igor Kologyinszkij · 21-16, 18-21, 16-14 · Brazília (BRA) · Márcio Araújo · Fabio Luiz Magalhães · 20-22, 21-19, 15-11 · Olaszország (ITA) · Eugenio Amore · Riccardo Lione · 21-19, 24-22 | 1.         |                                                              | Grúzia (GEO) · Renato Gomes · Jorge Terceiro · 21-19, 16-21, 13-15       | kiesett                                                              | kiesett           | kiesett           | 9.       |

#### Női
| Versenyző                          | Csoportkör | Csoportkör | 16 közé jutásért  | Nyolcaddöntő                                                         | Negyeddöntő                                       | Elődöntő          | Döntő             | Helyezés |
| Versenyző                          | Ellenfél Eredmény | Hely.      | Ellenfél Eredmény | Ellenfél Eredmény                                                    | Ellenfél Eredmény                                 | Ellenfél Eredmény | Ellenfél Eredmény | Helyezés |
| ---------------------------------- | --- | ---------- | ----------------- | -------------------------------------------------------------------- | ------------------------------------------------- | ----------------- | ----------------- | -------- |
| Stefanie Schwaiger Doris Schwaiger | F csoport · Görögország (GRE) · Vaszilikí Karandásziu · Vaszilikí Arvaníti · 21-18, 21-18 · Brazília (BRA) · Talita Antunes · Renata Ribeiro · 18-21, 19-21 · Mexikó (MEX) · Bibiana Candelas · Mayra Aide García · 21-17, 21-10 | 2.         |                   | Németország (GER) · Sara Goller · Laura Ludwig · 23-21, 11-21, 18-16 | Kína (CHN) · Tien Csia · Vang Csie · 12-21, 12-21 | kiesett           | kiesett           | 5.       |

## Sportlövészet
Férfi
| Versenyző        | Versenyszám           | Selejtező | Selejtező | Döntő   | Döntő    |
| Versenyző        | Versenyszám           | Pont      | Helyezés  | Pont    | Helyezés |
| ---------------- | --------------------- | --------- | --------- | ------- | -------- |
| Christian Planer | Légpuska              | 589       | 30.       | kiesett | kiesett  |
| Christian Planer | Sportpuska, fekvő     | 588       | 41.       | kiesett | kiesett  |
| Mario Knögler    | Sportpuska, fekvő     | 590       | 30.       | kiesett | kiesett  |
| Mario Knögler    | Sportpuska, összetett | 1170      | 8.        | 1268,4  | 6.       |
| Thomas Farnik    | Sportpuska, összetett | 1171      | 7.        | 1268,9  | 5.       |
| Thomas Farnik    | Légpuska              | 594       | 10.       | kiesett | kiesett  |

## Szinkronúszás
| Versenyző                    | Versenyszám | Technikai gyakorlat | Technikai gyakorlat | Selejtező        | Selejtező        | Selejtező  | Selejtező  | Döntő            | Döntő            | Döntő      | Döntő      | Helyezés |
| Versenyző                    | Versenyszám | Technikai gyakorlat | Technikai gyakorlat | Szabad gyakorlat | Szabad gyakorlat | Összesítés | Összesítés | Szabad gyakorlat | Szabad gyakorlat | Összesítés | Összesítés | Helyezés |
| Versenyző                    | Versenyszám | Pont                | Hely.               | Pont             | Hely.            | Pont       | Hely.      | Pont             | Hely.            | Pont       | Hely.      | Helyezés |
| ---------------------------- | ----------- | ------------------- | ------------------- | ---------------- | ---------------- | ---------- | ---------- | ---------------- | ---------------- | ---------- | ---------- | -------- |
| Nadine Brandl Elisabeth Mahn | Páros       | 41,250              | 21.*                | 41,167           | 22.              | 82,417     | 22.        | kiesett          | kiesett          | kiesett    | kiesett    | 22.      |

* - egy másik párossal azonos eredményt értek el

## Tenisz
Férfi
| Versenyző                   | Versenyszám | 64-es főtábla                       | 32-es főtábla                                                         | Nyolcaddöntő                                               | Negyeddöntő                   | Elődöntő          | Bronz- mérkőzés   | Döntő             | Helyezés |
| Versenyző                   | Versenyszám | Ellenfél Eredmény                   | Ellenfél Eredmény                                                     | Ellenfél Eredmény                                          | Ellenfél Eredmény             | Ellenfél Eredmény | Ellenfél Eredmény | Ellenfél Eredmény | Helyezés |
| --------------------------- | ----------- | ----------------------------------- | --------------------------------------------------------------------- | ---------------------------------------------------------- | ----------------------------- | ----------------- | ----------------- | ----------------- | -------- |
| Jürgen Melzer               | Egyes       | Marcos Daniel (BRA) · 6-7, 6-1, 8-6 | Stanislas Wawrinka (SUI) · 6-4, 6-0                                   | Lu Jen-hszun (TPE) · 6-2, 6-4                              | Rafael Nadal (ESP) · 0-6, 4-6 | kiesett           | kiesett           | kiesett           | 5.       |
| Julian Knowle Jürgen Melzer | Páros       |                                     | Németország (GER) · Nicolas Kiefer · Rainer Schüttler · 6-7, 6-3, 6-1 | Egyesült Államok (USA) · Bob Bryan · Mike Bryan · 6-7, 4-6 | kiesett                       | kiesett           | kiesett           | kiesett           | 9.       |

Női
| Versenyző      | Versenyszám | 64-es főtábla                                 | 32-es főtábla                   | Nyolcaddöntő                    | Negyeddöntő                           | Elődöntő          | Bronz- mérkőzés   | Döntő             | Helyezés |
| Versenyző      | Versenyszám | Ellenfél Eredmény                             | Ellenfél Eredmény               | Ellenfél Eredmény               | Ellenfél Eredmény                     | Ellenfél Eredmény | Ellenfél Eredmény | Ellenfél Eredmény | Helyezés |
| -------------- | ----------- | --------------------------------------------- | ------------------------------- | ------------------------------- | ------------------------------------- | ----------------- | ----------------- | ----------------- | -------- |
| Sybille Bammer | Egyes       | Anabel Medina Garrigues (ESP) · 6-2, 4-6, 6-4 | Patty Schnyder (SUI) · 6-4, 6-4 | Lucie Šafářová (CZE) · 7-5, 6-4 | Vera Zvonarjova (RUS) · 3-6, 6-3, 3-6 | kiesett           | kiesett           | kiesett           | 5.       |

## Torna

### Ritmikus gimnasztika
| Versenyző      | Versenyszám | Selejtező | Selejtező | Selejtező | Selejtező | Selejtező | Selejtező | Selejtező | Selejtező | Selejtező | Selejtező | Döntő   | Döntő   | Döntő   | Döntő   | Döntő    | Döntő    | Döntő   | Döntő   | Döntő    | Döntő    | Helyezés |
| Versenyző      | Versenyszám | Kötél     | Kötél     | Karika    | Karika    | Buzogány  | Buzogány  | Szalag    | Szalag    | Összesen  | Összesen  | Kötél   | Kötél   | Karika  | Karika  | Buzogány | Buzogány | Szalag  | Szalag  | Összesen | Összesen | Helyezés |
| Versenyző      | Versenyszám | Pont      | Hely.     | Pont      | Hely.     | Pont      | Hely.     | Pont      | Hely.     | Pont      | Hely.     | Pont    | Hely.   | Pont    | Hely.   | Pont     | Hely.    | Pont    | Hely.   | Pont     | Hely.    | Helyezés |
| -------------- | ----------- | --------- | --------- | --------- | --------- | --------- | --------- | --------- | --------- | --------- | --------- | ------- | ------- | ------- | ------- | -------- | -------- | ------- | ------- | -------- | -------- | -------- |
| Carolina Weber | Egyéni      | 15,875    | 18.       | 16,125    | 18.       | 16,250    | 16.       | 15,925    | 17.       | 64,175    | 17.       | kiesett | kiesett | kiesett | kiesett | kiesett  | kiesett  | kiesett | kiesett | kiesett  | kiesett  | 20.      |

## Triatlon
| Versenyző              | Versenyszám | 1,5 km úszás | 1,5 km úszás | 40 km kerékpározás | 40 km kerékpározás | 10 km futás      | 10 km futás      | Összesítés    | Összesítés    |
| Versenyző              | Versenyszám | Idő          | Hely.        | Idő                | Hely.              | Idő              | Hely.            | Idő           | Helyezés      |
| ---------------------- | ----------- | ------------ | ------------ | ------------------ | ------------------ | ---------------- | ---------------- | ------------- | ------------- |
| Simon Agoston          | Férfi       | 18:20        | 24.          | 59:00              | 32.*               | 35:02            | 38.              | 1:53:23,98    | 38.           |
| Kate Allen             | Női         | 20:57        | 48.          | 1:05:24            | 23.**              | 34:32            | 3.               | 2:02:00,69    | 14.           |
| Tania Haiböck          | Női         | 21:03        | 52.          | 1:05:22            | 22.                | 36:37            | 20.              | 2:04:03,16    | 27.           |
| Eva Bramböck-Dollinger | Női         | 20:04        | 30.          | nem teljesítette   | nem teljesítette   | nem teljesítette | nem teljesítette | nem ért célba | nem ért célba |

* - egy másik versenyzővel azonos időt ért el

** - két másik versenyzővel azonos időt ért el

## Úszás
Férfi
| Versenyző                                               | Versenyszám          | Előfutam | Előfutam | Előfutam | Elődöntő | Elődöntő | Elődöntő | Döntő   | Döntő    |
| Versenyző                                               | Versenyszám          | Idő      | Hely.    | Össz.    | Idő      | Hely.    | Össz.    | Idő     | Helyezés |
| ------------------------------------------------------- | -------------------- | -------- | -------- | -------- | -------- | -------- | -------- | ------- | -------- |
| Dominik Koll                                            | 200 m gyors          | 1:47,81  | 7.       | 16.      | 1:47,87  | 6.       | 13.      | kiesett | kiesett  |
| David Brandl                                            | 400 m gyors          | 3:48,63  | 1.       | 20.      |          |          |          | kiesett | kiesett  |
| Florian Janistyn                                        | 1500 m gyors         | 15:12,46 | 1.       | 21.      |          |          |          | kiesett | kiesett  |
| Markus Rogan                                            | 100 m hát            | 54,22    | 4.       | 13.      | 53,80    | 5.       | 9.       | kiesett | kiesett  |
| Markus Rogan                                            | 200 m hát            | 1:56,64  | 1.       | 3.       | 1:56,34  | 2.       | 3.       | 1:55,49 | 4.       |
| Sebastian Stoss                                         | 200 m hát            | 1:59,44  | 5.       | 19.*     | kiesett  | kiesett  | kiesett  | kiesett | kiesett  |
| Máté Hunor István                                       | 100 m mell           | 1:00,93  | 1.       | 18.      | kiesett  | kiesett  | kiesett  | kiesett | kiesett  |
| Máté Hunor István                                       | 200 m mell           | 2:11,56  | 3.       | 21.      | kiesett  | kiesett  | kiesett  | kiesett | kiesett  |
| Maxim Podoprigora                                       | 200 m mell           | 2:14,43  | 7.       | 35.      | kiesett  | kiesett  | kiesett  | kiesett | kiesett  |
| Dinko Jukić                                             | 200 m pillangó       | 1:55,96  | 4.       | 12.      | 1:55,65  | 6.       | 10.      | kiesett | kiesett  |
| Dinko Jukić                                             | 200 m vegyes         | 2:00,57  | 5.       | 16.      | 2:00,98  | 8.       | 16.      | kiesett | kiesett  |
| Dinko Jukić                                             | 400 m vegyes         | 4:15,48  | 5.       | 15.      |          |          |          | kiesett | kiesett  |
| David Brandl Florian Janistyn Dominik Koll Markus Rogan | 4 × 200 m gyorsváltó | 7:11,45  | 5.       | 9.       |          |          |          | kiesett | kiesett  |

Női
| Versenyző          | Versenyszám    | Előfutam | Előfutam | Előfutam | Elődöntő | Elődöntő | Elődöntő | Döntő   | Döntő    |
| Versenyző          | Versenyszám    | Idő      | Hely.    | Össz.    | Idő      | Hely.    | Össz.    | Idő     | Helyezés |
| ------------------ | -------------- | -------- | -------- | -------- | -------- | -------- | -------- | ------- | -------- |
| Birgit Koschischek | 100 m gyors    | 55,62    | 3.       | 29.      | kiesett  | kiesett  | kiesett  | kiesett | kiesett  |
| Birgit Koschischek | 100 m pillangó | 59,07    | 1.       | 26.      | kiesett  | kiesett  | kiesett  | kiesett | kiesett  |
| Jördis Steinegger  | 200 m gyors    | 2:00,52  | 2.       | 26.      | kiesett  | kiesett  | kiesett  | kiesett | kiesett  |
| Jördis Steinegger  | 400 m gyors    | 4:09,72  | 5.       | 16.      |          |          |          | kiesett | kiesett  |
| Jördis Steinegger  | 800 m gyors    | 8:36,40  | 3.       | 22.      |          |          |          | kiesett | kiesett  |
| Jördis Steinegger  | 400 m vegyes   | 4:45,15  | 4.       | 26.      |          |          |          | kiesett | kiesett  |
| Nina Dittrich      | 200 m pillangó | 2:09,85  | 2.       | 17.      | kiesett  | kiesett  | kiesett  | kiesett | kiesett  |
| Mirna Jukić        | 100 m mell     | 1:07,06  | 1.       | 3.       | 1:07,27  | 2.       | 3.       | 1:07,34 |          |
| Mirna Jukić        | 200 m mell     | 2:24,39  | 2.       | 3.       | 2:23,76  | 2.       | 3.       | 2:23,24 | 4.       |

* - egy másik versenyzővel azonos időt ért el

## Vitorlázás
Férfi
| Versenyző                              | Versenyszám    | Futam | Futam | Futam | Futam | Futam | Futam | Futam    | Futam | Futam | Futam | Futam | Pontszám | Helyezés |
| Versenyző                              | Versenyszám    | 1     | 2     | 3     | 4     | 5     | 6     | 7        | 8     | 9     | 10    | É     | Pontszám | Helyezés |
| -------------------------------------- | -------------- | ----- | ----- | ----- | ----- | ----- | ----- | -------- | ----- | ----- | ----- | ----- | -------- | -------- |
| Andreas Geritzer                       | Laser          | 28    | 6     | 2     | 30    | 20    | 44    | kizárták | 18    | 9     |       | -     | 157      | 19.      |
| Florian Reichstädter Matthias Schmid   | 470-es osztály | 24    | 19    | 25    | 24    | 14    | 24    | 24       | 5     | 19    | 11    | -     | 164      | 24.      |
| Hans-Christian Nehammer Hans Spitzauer | Csillaghajó    | 14    | 10    | 11    | 6     | 14    | 4     | 12       | 4     | 12    | 14    | -     | 87       | 12.      |

Női
| Versenyző                  | Versenyszám    | Futam | Futam    | Futam | Futam | Futam | Futam | Futam | Futam | Futam | Futam | Futam | Pontszám | Helyezés |
| Versenyző                  | Versenyszám    | 1     | 2        | 3     | 4     | 5     | 6     | 7     | 8     | 9     | 10    | É     | Pontszám | Helyezés |
| -------------------------- | -------------- | ----- | -------- | ----- | ----- | ----- | ----- | ----- | ----- | ----- | ----- | ----- | -------- | -------- |
| Caro Flatscher Sylvia Vogl | 470-es osztály | 9     | kizárták | 13    | 7     | 1     | 7     | 1     | 13    | 6     | 11    | 16    | 84       | 8.       |

Nyílt
| Versenyző                          | Versenyszám        | Futam | Futam | Futam | Futam | Futam | Futam | Futam | Futam | Futam | Futam | Futam | Futam | Futam | Pontszám | Helyezés |
| Versenyző                          | Versenyszám        | 1     | 2     | 3     | 4     | 5     | 6     | 7     | 8     | 9     | 10    | 11    | 12    | É     | Pontszám | Helyezés |
| ---------------------------------- | ------------------ | ----- | ----- | ----- | ----- | ----- | ----- | ----- | ----- | ----- | ----- | ----- | ----- | ----- | -------- | -------- |
| Nico Delle Karth Niko Resch        | Könnyű 49-es dingi | 9     | 7     | 2     | 13    | 13    | 7     | 5     | 7     | 7     | 13    | 5     | 1     | 22    | 99       | 8.       |
| Roman Hagara Hans-Peter Steinacher | Tornádó            | 12    | 10    | 14    | 10    | 11    | 3     | 3     | 9     | 5     | 5     |       |       | 14    | 82       | 9.       |

É - éremfutam

## Vívás
Férfi
| Versenyző        | Versenyszám | Selejtező         | 32-es főtábla                | Nyolcaddöntő                | Negyeddöntő       | Elődöntő          | Bronz- mérkőzés   | Döntő             | Helyezés |
| Versenyző        | Versenyszám | Ellenfél Eredmény | Ellenfél Eredmény            | Ellenfél Eredmény           | Ellenfél Eredmény | Ellenfél Eredmény | Ellenfél Eredmény | Ellenfél Eredmény | Helyezés |
| ---------------- | ----------- | ----------------- | ---------------------------- | --------------------------- | ----------------- | ----------------- | ----------------- | ----------------- | -------- |
| Roland Schlosser | Tőr, egyéni |                   | Javier Menéndez (ESP) · 15-9 | Andrea Cassarà (ITA) · 8-15 | kiesett           | kiesett           | kiesett           | kiesett           | 15.      |